# Cystowithius colombicus
Cystowithius colombicus är en spindeldjursart som beskrevs av Harvey 2004. Cystowithius colombicus ingår i släktet Cystowithius och familjen Withiidae. Inga underarter finns listade i Catalogue of Life.